# Раби аль-Мадхали
Раби́‘ ибн Ха́ди ‘Ума́йр аль-Мадхали́ (араб. ربيع بن هادي عمير المدخلي‎; 1933, Эль-Джарадия, Джизан — 9 июля 2025, Медина) — известный современный салафитский богослов из Саудовской Аравии, автор множества трудов по исламу. Оппоненты считают его основателем и идеологом мадхалитского течения в салафизме. По версии Королевского Центра исламских стратегических исследований (Иордания), Раби аль-Мадхали входил в число 500 самых влиятельных мусульман мира.

## Биография
Раби аль-Мадхали происходит из арабского племени аль-мада́хила (араб. المداخلة‎), которое населяет провинцию Джизан на юго-западе Саудовской Аравии. Он родился в 1933 (1351 год по хиджре) в маленьком селении Эль-Джарадия в трёх километрах к западу от города Самта в мухафазе Самта. В возрасте полутора лет он лишился отца и дальнейшим его воспитанием занималась мать.
В 8 лет Раби аль-Мадхали начал получать базовое образование в Эль-Джарадии. Изучал чтение Корана у Мухаммада ибн Мухаммада аль-Мадхали, учился у Шейбана аль-Ариши, кадия Ахмада ибн Мухаммада аль-Мадхали и Мухаммада ибн Хусейна Макки. В дальнейшем обучался в медресе в Самте у Насира Халуфы Мубараки (один из учеников Абдуллаха аль-Караави), братьев Хафиза и Мухаммада аль-Хаками, изучал хадисы у Ахмада ан-Наджми и исламское вероучение у Мухаммада Амана аль-Джами.
В 1960 году он окончил институт в Самте и поступил на факультет шариата в Эр-Рияде, но год или два спустя отправился в недавно открывшийся Исламский университет Медины и в 1964 году окончил его с отличными оценками. В Медине он обучался акиде у Ибн База (Верховный муфтий Саудовской Аравии в 1993—1999) и Салиха аль-Ираки, хадисоведению у Насируддина аль-Албани и Абд аль-Гаффара Хасана аль-Хинди, фикху у Абдуль-Мухсина аль-Аббада, основам фикха у Мухаммада аль-Амина аш-Шанкити.
После окончания учёбы Раби аль-Мадхали занимался преподаванием в одном из институтов университета в Медине, затем в 1976 году получил степень магистра в Университете короля Абдул-Азиза (ныне — университет Умм аль-Кура) в Мекке с диссертацией на тему «Между имамом Муслимом и имамом ад-Даракутни», а в 1979 году защитил докторскую диссертацию в том же университете с исследованием «Примечаний к книге Ибн ас-Салаха» Ибн Хаджара. Затем аль-Мадхали вернулся в Университет в Медине, где стал преподавателем на факультете хадиса и проработал там вплоть до конца 1990-х годов.
Умер 9 июля 2025 года.

## Исследовательская деятельность
Раби аль-Мадхали является автором более 30 работ в области хадисов и исламских наук, большая часть которых была собрана в 15-томный сборник (издан в Египте, издательство «Дар аль-имам Ахмад»). Хотя его работы охватывают широкий спектр тем, аль-Мадхали в первую очередь известен как противник такфира (обвинения в неверии) мусульман, которое распространено в среде радикальных салафитов и некоторых джихадистов. Аль-Мадхали, снискавший популярность в народе, в том числе и среди части молодёжи, стал большой проблемой для джихадистов, действовавших в Саудовской Аравии. Он отверг идею вооружённого джихада без определённых условий, даже с немусульманами, и осудил Усаму бен Ладена.

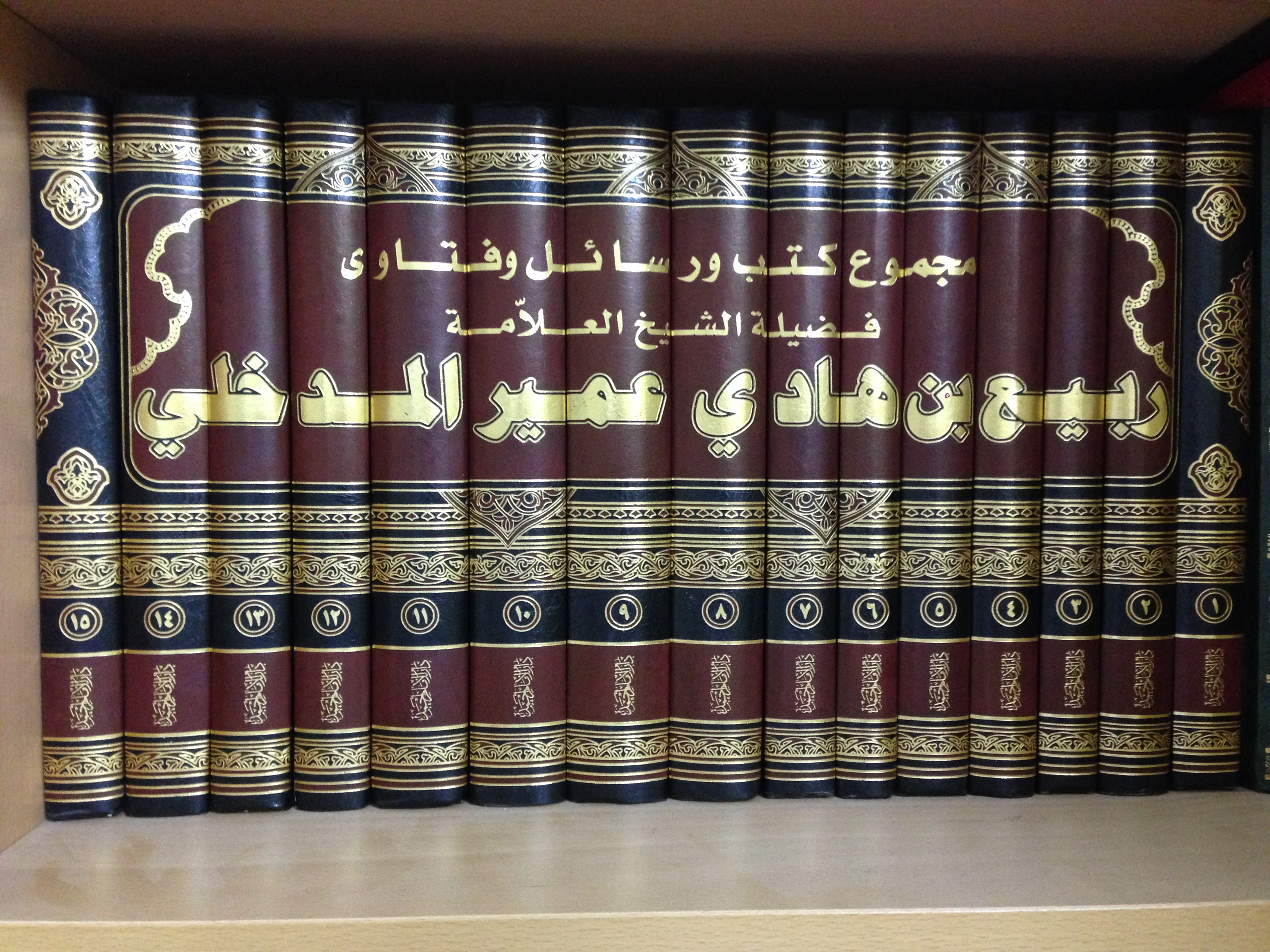
Собрание сочинений Раби аль-Мадхали в 15 томах.

В 1984 году книга «Метод пророков в призыве к Аллаху» принесла ему известность в саудовских религиозных кругах и вызвала споры по поводу критики автором Братьев-мусульман и их методов в миссионерской работе среди мусульман. Согласно Стефану Лакруа (Stéphane Lacroix), аль-Мадхали настаивал на том, что приоритет должен быть отдан исправлению исламского вероучения среди простого народа, в то время как Братья-мусульмане изначально были сосредоточены на политических реформах.
Также известность аль-Мадхали принесли опровержения знаменитого египетского мыслителя Сейида Кутба. Его труды с критикой Кутба получили одобрение от других салафитских учёных, таких как Салих аль-Фаузан, Мукбиль ибн Хади аль-Вадии и Мухаммад ибн аль-Усаймин. Из четырёх его книг о Кутбе самой важной считается «Исламский свет на убеждения Сайида Кутба и его мысли» (араб. أضواء إسلامية على عقيدة سيد قطب وفكره‎). Из-за многочисленных опровержений уже упомянутого Кутба, а также лидеров движения Сахва («Пробуждение») в лице Салмана аль-Ауды и Сафара аль-Хавали, ученики аль-Мадхали стали именовать его «знаменосцем джарха и та’диля в наши дни». Считается, что такой титул был дарован ему Насируддином аль-Албани, но египетский проповедник Усама аль-Куси поставил под сомнение это утверждение и заявил, что есть улемы более достойные такого звания (например, Абдуль-Мухсин аль-Аббад).
Оппоненты называют последователей Раби аль-Мадхали мадхалитами (иногда джамитами — по имени учителя аль-Мадхали — Мухаммада Амана аль-Джами). Сами они предпочитают называть себя салафитами. Отличительными чертами мадхалитов, помимо свойств, присущих салафитам в целом, являются религиозно-мотивированная отстранённость от политики (квиетизм) и непротивление режиму. На религиозное учение аль-Мадхали повлиял известный богослов и хадисовед Насируддин аль-Албани.